# Eleições distritais no Distrito Federal em 2022
As eleições distritais no Distrito Federal em 2022 foram realizadas em 2 de outubro (primeiro turno), como parte das eleições gerais no Brasil. Os eleitores brasilienses aptos a votar elegeram seus representantes na seguinte proporção: oito deputados federais, um Senador e vinte e quatro deputados distritais.
O governador e o vice-governador eleitos nesta eleição exercerão um mandato alguns dias mais longo. Isso ocorre devido a Emenda Constitucional n° 111, que alterou a Constituição e estipulou que o mandato dos governadores dos Estados e do Distrito Federal deverá ser iniciado em 6 de janeiro após a eleição. Entretanto, os candidatos eleitos nesta eleição assumem dia 1º de janeiro de 2023 e entregam o cargo no dia 6 de janeiro de 2027.
O processo eleitoral de 2022 está marcado pela sucessão para o cargo ocupado pelo atual governador Ibaneis Rocha, do MDB, eleito em 2018 e apto para disputar a reeleição, de acordo com a legislação eleitoral, com isso ele se tornou o primeiro governador a se reeleger desde Joaquim Roriz em 2002. Para a eleição ao Senado Federal, está em disputa a vaga ocupada por José Reguffe, do União Brasil, eleito em 2014 pelo PDT.

## Calendário eleitoral
| Calendário eleitoral      | Calendário eleitoral                                                                       |
| ------------------------- | ------------------------------------------------------------------------------------------ |
| 15 de maio                | Início do financiamento coletivo dos pré-candidatos                                        |
| 20 de julho a 5 de agosto | Convenções partidárias para a escolha dos candidatos e das coligações                      |
| 2 de outubro              | Primeiro turno das eleições                                                                |
| 7 a 28 de outubro         | Propaganda eleitoral gratuita no rádio e na televisão relativa a um eventual segundo turno |
| 30 de outubro             | Eventual segundo turno das eleições                                                        |
| até 19 de dezembro        | Diplomação dos eleitos pela Justiça Eleitoral                                              |

## Candidatos ao governo do Distrito Federal
Nota: a tabela a seguir está organizada por ordem alfabética de candidatos, de acordo com o nome registrado na Justiça Eleitoral.As convenções partidárias iniciaram-se no dia 20 de julho, se estendendo até 5 de agosto. Os seguintes partidos políticos já confirmaram suas candidaturas. Os partidos políticos têm até 15 de agosto de 2022 para registrar formalmente os seus candidatos.

### Candidaturas confirmadas
Nota: a tabela a seguir está organizada por ordem alfabética de candidatos, de acordo com o nome registrado na Justiça Eleitoral.
| Governador(a)       | Governador(a) | Governador(a) | Cargo político anterior                                | Vice-Governador(a) | Vice-Governador(a) | Vice-Governador(a) | Coligação/ Federação                                          | Número eleitoral | Tempo de horário eleitoral |
| Candidato           | Partido       | Partido       | Cargo político anterior                                | Candidato          | Partido            | Partido            | Coligação/ Federação                                          | Número eleitoral | Tempo de horário eleitoral |
| ------------------- | ------------- | ------------- | ------------------------------------------------------ | ------------------ | ------------------ | ------------------ | ------------------------------------------------------------- | ---------------- | -------------------------- |
| Coronel Moreno      |               | PTB           | Sem cargo político anterior                            | Dr. Luiz Gustavo   |                    | PTB                | Sem coligação                                                 | 14               | 21s                        |
| Ibaneis Rocha       |               | MDB           | Governador do Distrito Federal (2019 – em exercício)   | Celina Leão        |                    | PP                 | Unidos Pelo DF MDB, PP, PL, Avante, Agir, PROS, Solidariedade | 15               | 3min12s                    |
| Izalci Lucas        |               | PSDB          | Senador pelo Distrito Federal (2019 – em exercício)    | Beth Cupertino     |                    | PRTB               | Para Cuidar das Pessoas Fed. PSDB Cidadania, PRTB             | 45               | 58s                        |
| Keka Bagno          |               | PSOL          | Sem cargo político anterior                            | Toni de Castro     |                    | PSOL               | Fed. PSOL REDE                                                | 50               | 22s                        |
| Leandro Grass       |               | PV            | Deputado Distrital pelo Distrito Federal (2019 – 2023) | Olgamir Amancia    |                    | PCdoB              | FE Brasil (PT, PCdoB, PV)                                     | 43               | 1min44s                    |
| Leila do Vôlei      |               | PDT           | Senadora pelo Distrito Federal (2019 – em exercício)   | Guilherme Campelo  |                    | PDT                | Sem coligação                                                 | 12               | 46s                        |
| Lucas Salles        |               | DC            | Sem cargo político anterior                            | Pastora Suelene    |                    | DC                 | Sem coligação                                                 | 27               | Sem tempo de rádio e TV    |
| Paulo Octávio       |               | PSD           | Governador do Distrito Federal (2010)                  | Felipe Belmonte    |                    | PSC                | DF para Todos PSD, PSC, PODE, Patriota, PMB                   | 55               | 1min41s                    |
| Renan Arruda        |               | PCO           | Sem cargo político anterior                            | Mauro Moura        |                    | PCO                | Sem coligação                                                 | 29               | Sem tempo de rádio e TV    |
| Robson da Silva     |               | PSTU          | Sem cargo político anterior                            | Zanata             |                    | PSTU               | Sem coligação                                                 | 16               | Sem tempo de rádio e TV    |
| Teodoro da Cruz Téo |               | PCB           | Sem cargo político anterior                            | Jamil Magari       |                    | PCB                | Sem coligação                                                 | 21               | Sem tempo de rádio e TV    |

### Desistências
- José Reguffe (UNIÃO) - O seu partido, União Brasil, desistiu de lançar a candidatura de Reguffe ao Palácio do Buriti e anunciou apoio à Ibaneis Rocha (MDB), candidato à reeleição. Com isso, Reguffe reafirmou que não é mais candidato ao governo do Distrito Federal e disse, ainda, que vai sair da vida pública. A assessoria de Reguffe afirmou que ele se desfiliou do União Brasil.[33]

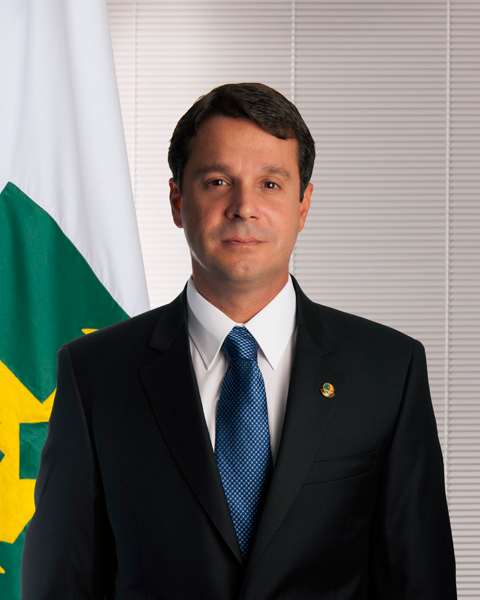
Senador pelo Distrito Federal José Reguffe (Sem partido) (2015 – 2023)

- João Goulart Filho (PCdoB) — Deputado Estadual pelo Rio Grande do Sul (1983–1987); candidato a deputado estadual pelo Rio de Janeiro (1998 e 2002); candidato a deputado distrital (2010); candidato à presidência da República (2018).[34] Saiu da disputa devido ao apoio de seu partido ao pré-candidato Leandro Grass (PV).[35]
- Rosilene Corrêa (PT) - Professora e diretora do SINPRO-DF, chegou a ser lançada pré-candidata ao GDF, mas aos 31 de março, o diretório do PT-DF emitiu comunicado retirando sua pré-candidatura e, mais adiante, a 4 de junho, confirmou apoio ao pré-candidato do PV, Leandro Grass.[36]
- José Roberto Arruda (PL) - Senador pelo Distrito Federal (1995–2001); Deputado federal pelo Distrito Federal (2003–2007) e Governador do  Distrito Federal (2007–2010). Ele afirmou que tomaria uma decisão política para as eleições deste ano com base no que fosse melhor para o presidente Jair Bolsonaro, e com isso, anunciou sua desistência da corrida e declarou apoio à reeleição de Ibaneis Rocha. Arruda também afirmou que tentará disputar uma vaga na Câmara dos Deputados, mas após decisão do Superior Tribunal de Justiça (STJ) ao 1º dia de agosto de 2022, teve novamente seus direitos políticos suspensos e aguarda decisão do Supremo Tribunal Federal (STF) para poder manter-se no certame à Câmara.[37][38]
- Capitão Winston Lima (PRTB) - Após não ter força interna para levar sua candidatura adiante, o Capitão da Reserva retirou seu nome do certame, optando por concorrer a uma vaga na Câmara dos Deputados. Com isso, o seu partido apoiará o senador e candidato da Federação PSDB Cidadania, Izalci Lucas.[39]
- Paula Belmonte (Cidadania) - A deputada federal teve seu nome retirado do certame após a Federação PSDB Cidadania optar pelo nome do senador Izalci Lucas (PSDB). Com essa escolha, a parlamentar foi às redes sociais queixar-se de ter sofrido violência política de gênero[12] ao ter seu nome preterido. O Partido Social Cristão (PSC), presidido no DF por seu companheiro, Luís Felipe Belmonte, apoiaria o também senador José Antônio Reguffe.
- Rafael Parente (PSB) - Ele desistiu desistir de sua candidatura para apoiar a candidatura de Leandro Grass ao Governo do Distrito Federal.[40]

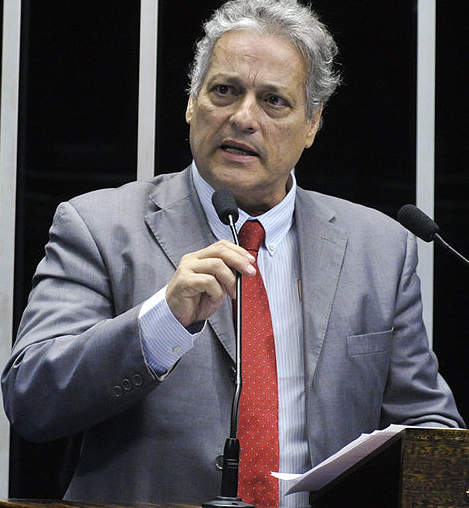
Deputado Estadual do Rio Grande do Sul João Goulart Filho (PDT) (1983–1987)
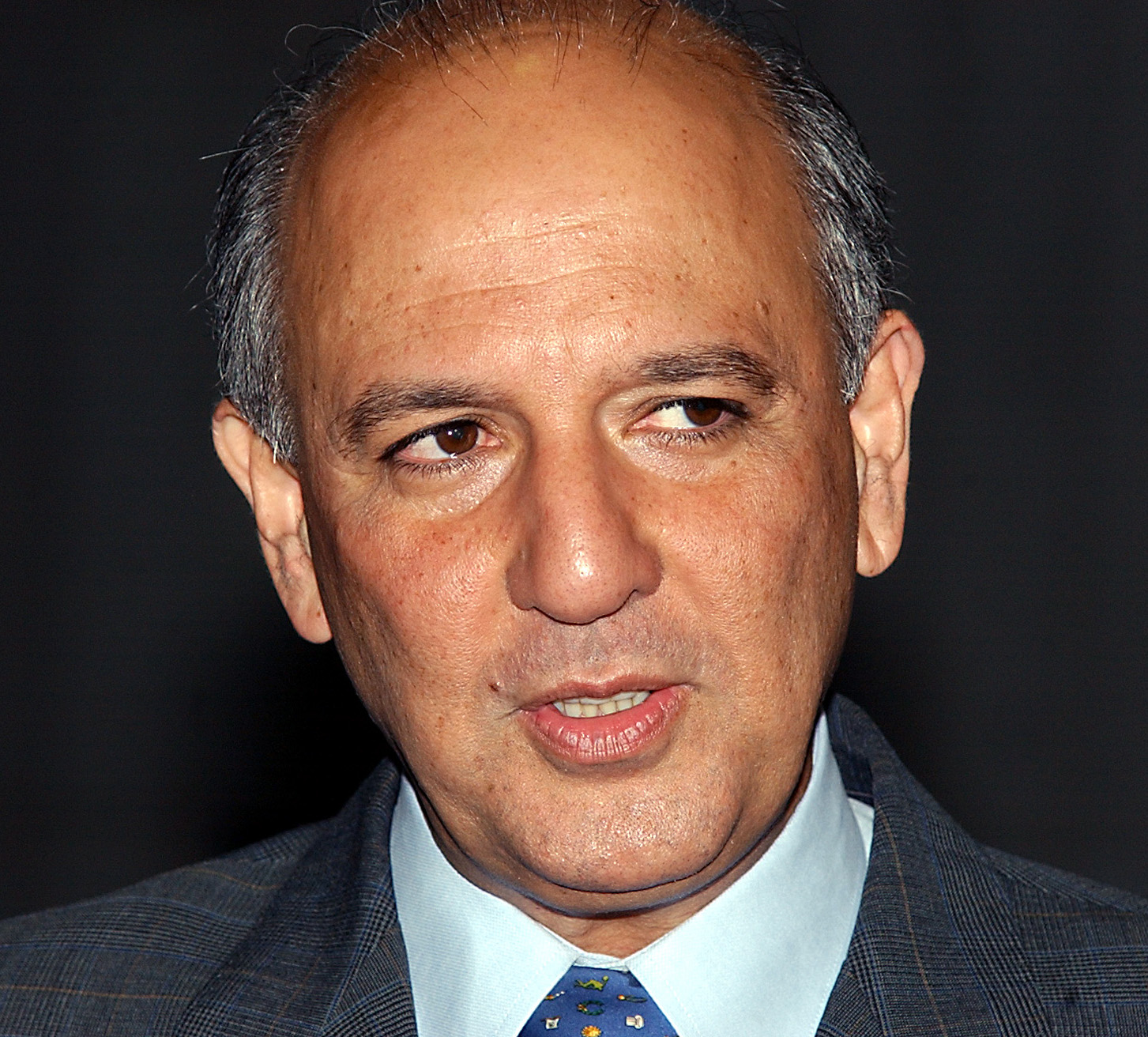
Governador do Distrito Federal José Roberto Arruda (DEM) (2007–2010)
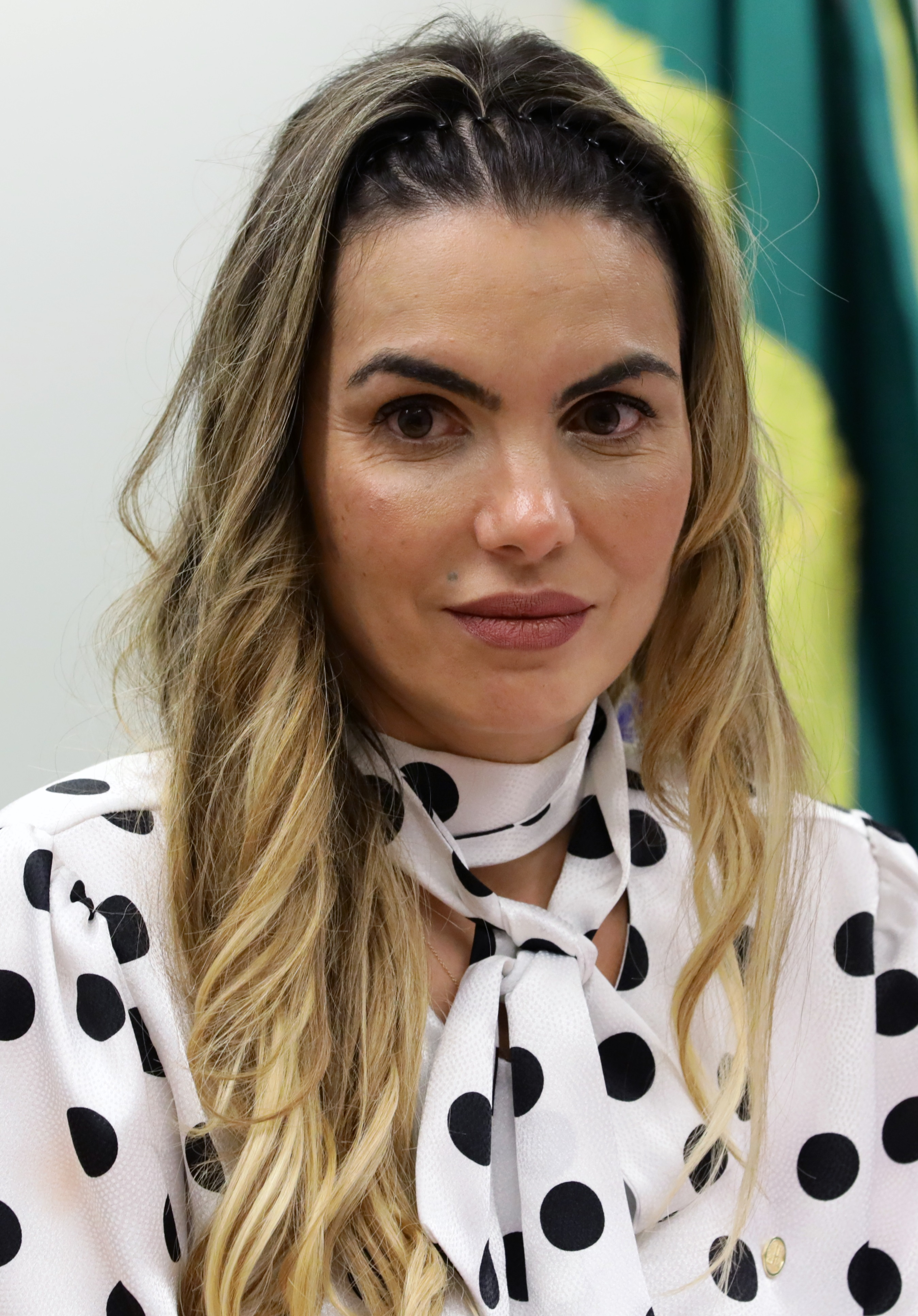
Deputada federal pelo Distrito Federal Paula Belmonte (Cidadania) (2019 – em exercício)

## Candidatos ao Senado Federal
As convenções partidárias iniciaram-se no dia 20 de julho, se estendendo até 5 de agosto. Os seguintes partidos políticos já confirmaram suas candidaturas. Os partidos políticos têm até 15 de agosto de 2022 para registrar formalmente os seus candidatos.

### Candidaturas confirmadas
Nota: a tabela a seguir está organizada por ordem alfabética de candidatos, de acordo com o nome registrado na Justiça Eleitoral.
| Senador(a)                   | Senador(a)                       | Senador(a)   | Cargo político anterior                                           | Suplentes                    | Suplentes    | Suplentes | Coligação/ Federação                                          | Número eleitoral | Tempo de horário eleitoral |
| Candidato                    | Partido                          | Partido      | Cargo político anterior                                           | Candidato                    | Partido      | Partido   | Coligação/ Federação                                          | Número eleitoral | Tempo de horário eleitoral |
| Carlos Rodrigues             |                                  | PSD          | Sem cargo político anterior                                       | 1ª suplente: Fabiana Lacerda |              | PSD       | DF para Todos PSD, PSC, PODE, Patriota, PMB                   | 555              | 25s                        |
| Carlos Rodrigues             | 2° suplente: João Cândido        | PSD          | Sem cargo político anterior                                       |                              | PODE         |           | DF para Todos PSD, PSC, PODE, Patriota, PMB                   | 555              | 25s                        |
| Damares Alves                |                                  | Republicanos | Ministra da Mulher, da Família e dos Direitos Humanos (2019–2022) | 1º suplente: Manoel Arruda   |              | UNIÃO     | União por Brasília Republicanos, UNIÃO                        | 100              | 1min11s                    |
| Damares Alves                | 2ª suplente: Pastor Egmar        | Republicanos | Ministra da Mulher, da Família e dos Direitos Humanos (2019–2022) |                              | Republicanos |           | União por Brasília Republicanos, UNIÃO                        | 100              | 1min11s                    |
| Elcimara                     |                                  | PSTU         | Sem cargo político anterior                                       | 1° suplente: Renato          |              | PSTU      | Sem coligação                                                 | 160              | Sem tempo de rádio e TV    |
| Elcimara                     | 2° suplente: Sílvio              | PSTU         | Sem cargo político anterior                                       |                              |              | PSTU      | Sem coligação                                                 | 160              | Sem tempo de rádio e TV    |
| Expedito Mendonça            |                                  | PCO          | Sem cargo político anterior                                       | 1º suplente: Ivo Brito       |              | PCO       | Sem coligação                                                 | 290              | Sem tempo de rádio e TV    |
| Expedito Mendonça            | 2º suplente: Valmir Barbosa      | PCO          | Sem cargo político anterior                                       |                              |              | PCO       | Sem coligação                                                 | 290              | Sem tempo de rádio e TV    |
| Flávia Arruda                |                                  | PL           | Ministra-chefe da Secretaria de Governo do Brasil (2021–2022)     | 1° suplente: Pastore         |              | MDB       | Unidos Pelo DF MDB, PP, PL, Avante, Agir, PROS, Solidariedade | 222              | 1min27s                    |
| Flávia Arruda                | 2° suplente: Professor Godofredo | PL           | Ministra-chefe da Secretaria de Governo do Brasil (2021–2022)     |                              | PL           |           | Unidos Pelo DF MDB, PP, PL, Avante, Agir, PROS, Solidariedade | 222              | 1min27s                    |
| Joe Valle                    |                                  | PDT          | Sem cargo político anterior                                       | 1° suplente: Georges Michel  |              | PDT       | Sem coligação                                                 | 123              | 21s                        |
| Joe Valle                    | 2ª suplente: Fabíola Consttâncio | PDT          | Sem cargo político anterior                                       |                              |              | PDT       | Sem coligação                                                 | 123              | 21s                        |
| Marcelo Hipólito             |                                  | PTB          | Sem cargo político anterior                                       | 1° suplente: Sidney Pessôa   |              | PTB       | Sem coligação                                                 | 142              | 9s                         |
| Marcelo Hipólito             | 2° suplente: Professor Rachid    | PTB          | Sem cargo político anterior                                       |                              |              | PTB       | Sem coligação                                                 | 142              | 9s                         |
| Pedro Ivo Mandato Coletivo   |                                  | REDE         | Sem cargo político anterior                                       | 1º suplente: Mutá Sanchez    |              | PSOL      | Fed. PSOL REDE                                                | 180              | 10s                        |
| Pedro Ivo Mandato Coletivo   | 2º suplente: Mano Lima           | REDE         | Sem cargo político anterior                                       |                              |              | PSOL      | Fed. PSOL REDE                                                | 180              | 10s                        |
| Rosilene Corrêa              |                                  | PT           | Sem cargo político anterior                                       | 1ª suplente: Mariana Rosa    |              | PT        | FE Brasil (PT, PCdoB, PV)                                     | 133              | 47s                        |
| Rosilene Corrêa              | 2º suplente: Saulo Dias          | PT           | Sem cargo político anterior                                       |                              |              | PT        | FE Brasil (PT, PCdoB, PV)                                     | 133              | 47s                        |
| Tenente Coronel Souza Júnior |                                  | DC           | Sem cargo político anterior                                       | 1° suplente: Amaral          |              | DC        | Sem coligação                                                 | 270              | Sem tempo de rádio e TV    |
| Tenente Coronel Souza Júnior | 2° suplente: Virgílio            | DC           | Sem cargo político anterior                                       |                              |              | DC        | Sem coligação                                                 | 270              | Sem tempo de rádio e TV    |

### Candidaturas indeferidas
| Senador(a) | Senador(a)                     | Senador(a) | Cargo político anterior     | Suplentes                       | Suplentes | Suplentes | Coligação/ Federação | Número eleitoral |
| Candidato  | Partido                        | Partido    | Cargo político anterior     | Candidato                       | Partido   | Partido   | Coligação/ Federação | Número eleitoral |
| Yara Prado |                                | PSDB       | Sem cargo político anterior | 1ª suplente: Professora Jô Lira |           | PSDB      | Fed. PSDB Cidadania  | 456              |
| Yara Prado | 2ª suplente: Lourdinha Werneck | PSDB       | Sem cargo político anterior |                                 |           | PSDB      | Fed. PSDB Cidadania  | 456              |

A justiça indeferiu a candidatura de Yara Prado ao Senado.
| Senador(a) | Senador(a)                      | Senador(a)    | Cargo político anterior                   | Suplentes            | Suplentes | Suplentes     | Coligação/ Federação                                             | Número eleitoral |
| Candidato  | Partido                         | Partido       | Cargo político anterior                   | Candidato            | Partido   | Partido       | Coligação/ Federação                                             | Número eleitoral |
| Hélio José |                                 | Solidariedade | Senador pelo Distrito Federal (2015–2019) | 1° suplente: Roslano |           | Solidariedade | Para Cuidar das Pessoas Fed. PSDB Cidadania, Solidariedade, PRTB | 777              |
| Hélio José | 2° suplente: Dr. Franklin Costa | Solidariedade | Senador pelo Distrito Federal (2015–2019) |                      |           | Solidariedade | Para Cuidar das Pessoas Fed. PSDB Cidadania, Solidariedade, PRTB | 777              |

A decisão de indeferir a candidatura de Hélio José ao Senado foi tomada no dia 12 de setembro, o motivo foi de que a convenção do Solidariedade feita para anunciar o apoio à chapa de Izalci Lucas e o lançamento da candidatura do Hélio ao Senado foi feita fora do prazo. Além disso, antes, no dia 26 de agosto, o TRE-DF havia decidido que o Solidariedade deveria voltar a integrar a coligação que apoia a reeleição de Ibaneis Rocha, impossibilitando então o acordo de Izalci com o Hélio.

### Desistências
- Ana Prestes (PCdoB) - Cientista política, professora universitária e ex-Secretária de Educação de Contagem. Com o lançamento da candidatura de Rosilene Corrêa (PT), a Federação Brasil da Esperança retirou a candidatura de Prestes automaticamente.
- Fernando Marques (PP) - Empresário e candidato a senador (2018); Marques esperava ser candidato a senador ou suplente na chapa majoritária do governador Ibaneis Rocha (MDB), mas acabou perdendo a vaga do Progressistas para a deputada federal Flávia Arruda (PL), que exigiu indicar tanto o primeiro quanto o segundo suplente da chapa.[59]
- Alexandre Bispo (PSDB) - Pecuarista. Com a entrada do Solidariedade, o ex-senador Hélio José foi lançado como candidato ao Senado pela chapa de Izalci, substituindo então a candidatura de Alexandre Bispo.[60]

## Resultados

### Governador
| Candidato (a)           | Vice                    | 1° turno 2 de outubro de 2022 | 1° turno 2 de outubro de 2022 |
| Candidato (a)           | Vice                    | Total                         | Porcentagem                   |
| ----------------------- | ----------------------- | ----------------------------- | ----------------------------- |
| Ibaneis Rocha (MDB)     | Celina Leão (PP)        | 832.633                       | 50,31%                        |
| Leandro Grass (PV)      | Olgamir Amância (PCdoB) | 434.587                       | 26,26%                        |
| Paulo Octávio (PSD)     | Felipe Belmonte (PSC)   | 123.715                       | 7,48%                         |
| Coronel Moreno (PTB)    | Dr. Luiz Gustavo (PTB)  | 94.100                        | 5,69%                         |
| Leila Barros (PDT)      | Guilherme Campelo (PDT) | 79.597                        | 4,81%                         |
| Izalci Lucas (PSDB)     | Beth Cupertino (PRTB)   | 70.584                        | 4,26%                         |
| Keka Bagno (PSOL)       | Toni de Castro (PSOL)   | 13.613                        | 0,82%                         |
| Lucas Salles (DC)       | Pastora Suelene (DC)    | 4.218                         | 0,25%                         |
| Teodoro da Cruz (PCB)   | Jamil Magari (PCB)      | 1.155                         | 0,07%                         |
| Robson da Silva (PSTU)  | Eduardo Zanata(PSTU)    | 841                           | 0,05%                         |
| →Total de votos válidos | →Total de votos válidos | 1.655.043                     | 91,57%                        |
| →Votos brancos          | →Votos brancos          | 65 969                        | 3,65%                         |
| →Nulos                  | →Nulos                  | 86 099                        | 4,78%                         |
| Total                   | Total                   | 1 807 484                     | 82,39%                        |
| Abstenções              | Abstenções              | 386 329                       | 17,61%                        |
| Total de inscritos      | Total de inscritos      | 2 193 440                     | 100%                          |

### Senador
| Candidato (a)                | Turno único 2 de outubro de 2022. | Turno único 2 de outubro de 2022. |
| Candidato (a)                | Total                             | Porcentagem                       |
| ---------------------------- | --------------------------------- | --------------------------------- |
| Damares Alves (Republicanos) | 714.562                           | 45,25%                            |
| Flávia Arruda (PL)           | 429.676                           | 27,21%                            |
| Rosilene Corrêa (PT)         | 356.198                           | 22,56%                            |
| Joe Valle (PDT)              | 49.310                            | 3,12%                             |
| Carlos Rodrigues (PSD)       | 9.366                             | 0,59%                             |
| Pedro Ivo (REDE)             | 8.133                             | 0,52%                             |
| Souza Júnior (DC)            | 4.795                             | 0,3%                              |
| Elcimara de Souza (PSTU)     | 2.473                             | 0,16%                             |
| Hélio José (Solidariedade)   | 2.069                             | 0,13%                             |
| Marcelo Hipólito (PTB)       | 1.841                             | 0,12%                             |
| Expedito Mendonça (PCO)      | 613                               | 0,04%                             |
| Total de votos válidos       | 1 579 038                         | 87,36%                            |
| Brancos                      | 119 075                           | 6,59%                             |
| Nulos                        | 109 373                           | 6,05%                             |
| Total                        | 1 807 486                         | 82,39%                            |
| Abstenções                   | 386 299                           | 17,61%                            |
| Eleitores Aptos              | 2 193 785                         | 100%                              |

### Deputados federais eleitos
Esses são 8 deputados federais eleitos que irão representar o Distrito Federal.

Representação eleita   Republicanos: 3   PL: 2   PV:1   PT: 1  MDB: 1

| Candidato(a)                 | Percentagem   | Total de votos | Cidade natal                     |
| ---------------------------- | ------------- | -------------- | -------------------------------- |
| Bia Kicis (PL)               | 214.733 votos | 13,32%         | Resende, Rio de Janeiro          |
| Fred Linhares (Republicanos) | 165.358 votos | 10,26%         | Brasília, Distrito Federal       |
| Erika Kokay (PT)             | 146.092 votos | 9,06%          | Fortaleza, Ceará                 |
| Rafael Prudente (MDB)        | 121.307 votos | 7,53%          | Brasília, Distrito Federal       |
| Júlio César (Republicanos)   | 76.274 votos  | 4,73%          | São Bernardo do Campo, São Paulo |
| Reginaldo Veras (PV)         | 54.557 votos  | 3,38%          | Crateús, Ceará                   |
| Alberto Fraga (PL)           | 28.825 votos  | 1,79%          | Estância, Sergipe                |
| Gilvan Maximo (Republicanos) | 20.923 votos  | 1,3%           | Rubiataba, Goiás                 |

## Câmara Legislativa do Distrito Federal
O resultado das últimas eleições distritais 2018 e a situação atual da bancada da Câmara Legislativa do Distrito Federal está abaixo:
| Filiação Partidária | Filiação Partidária | Membros | Membros    | +/–     |
| Filiação Partidária | Filiação Partidária | Eleitos | Atualidade | +/–     |
| ------------------- | ------------------- | ------- | ---------- | ------- |
|                     | PL                  | 1       | 4          | 3       |
|                     | MDB                 | 1       | 3          | 2       |
|                     | PSD                 | 1       | 3          | 2       |
|                     | PP                  | 1       | 2          | 1       |
|                     | UNIÃO               | Novo    | 2          | 2       |
|                     | PV                  | 0       | 2          | 2       |
|                     | PT                  | 2       | 2          | Estável |
|                     | Republicanos        | 2       | 2          | Estável |
|                     | Agir                | 1       | 1          | Estável |
|                     | PSOL                | 1       | 1          | Estável |
|                     | Avante              | 2       | 1          | 1       |
|                     | PROS                | 2       | 1          | 1       |
|                     | PSC                 | 1       | 0          | 1       |
|                     | NOVO                | 1       | 0          | 1       |
|                     | PRP                 | 1       | 0          | 1       |
|                     | REDE                | 1       | 0          | 1       |
|                     | PHS                 | 1       | 0          | 1       |
|                     | PODE                | 1       | 0          | 1       |
|                     | PSB                 | 2       | 0          | 2       |
|                     | PDT                 | 2       | 0          | 2       |
| Total               | Total               | 24      | 24         | –       |

A situação atual da bancada da Câmara Legislativa do Distrito Federal e resultado das eleições distritais 2022 está abaixo:
| Filiação Partidária | Filiação Partidária | Membros    | Membros | +/–     |
| Filiação Partidária | Filiação Partidária | Atualidade | Eleitos | +/–     |
| ------------------- | ------------------- | ---------- | ------- | ------- |
|                     | PT                  | 2          | 3       | 1       |
|                     | Agir                | 1          | 2       | 1       |
|                     | PSOL                | 1          | 2       | 1       |
|                     | PSB                 | 0          | 1       | 1       |
|                     | PMN                 | 0          | 1       | 1       |
|                     | Cidadania           | 0          | 1       | 1       |
|                     | PL                  | 4          | 4       | Estável |
|                     | MDB                 | 3          | 3       | Estável |
|                     | PP                  | 2          | 2       | Estável |
|                     | Avante              | 1          | 1       | Estável |
|                     | PSD                 | 3          | 2       | 1       |
|                     | UNIÃO               | 2          | 1       | 1       |
|                     | Republicanos        | 2          | 1       | 1       |
|                     | PROS                | 1          | 0       | 1       |
|                     | PV                  | 2          | 0       | 2       |
| Total               | Total               | 24         | 24      | –       |

| Candidato(a)                   | Partido      | Total de votos | Porcentagem |
| ------------------------------ | ------------ | -------------- | ----------- |
| Fábio Felix                    | PSOL         | 51.792 votos   | 3,10%       |
| Chico Vigilante                | PT           | 43.854 votos   | 2,63%       |
| Max Maciel                     | PSOL         | 35.758 votos   | 2,14%       |
| Daniel Donizet                 | PL           | 33.573 votos   | 2,01%       |
| Martins Machado                | Republicanos | 31.993 votos   | 1,92%       |
| Robério Negreiros              | PSD          | 31.341 votos   | 1,88%       |
| Jorge Vianna                   | PSD          | 30.640 votos   | 1,83%       |
| Jaqueline Silva                | AGIR         | 26.452 votos   | 1,58%       |
| Thiago Manzoni                 | PL           | 25.554 votos   | 1,53%       |
| Eduardo Pedrosa                | União        | 22.489 votos   | 1,35%       |
| Joaquim Roriz Neto             | PL           | 21.057 votos   | 1,26%       |
| Iolando                        | MDB          | 20.757 votos   | 1,24%       |
| Pastor Daniel de Castro        | PP           | 20.402 votos   | 1,22%       |
| Hermeto                        | MDB          | 20.332 votos   | 1,22%       |
| Roosevelt Vilela               | PL           | 20.223 votos   | 1,21%       |
| Doutora Jane                   | AGIR         | 19.006 votos   | 1,14%       |
| Rogério Morro da Cruz          | PMN          | 18.207 votos   | 1,09%       |
| Gabriel Magno                  | PT           | 18.207 votos   | 1,08%       |
| Joao Cardoso Professor Auditor | AVANTE       | 17.579 votos   | 1,05%       |
| Paula Belmonte                 | Cidadania    | 17.208 votos   | 1,03%       |
| Ricardo Vale                   | PT           | 17.077 votos   | 1,02%       |
| Wellington Luiz                | MDB          | 16.933 votos   | 1,01%       |
| Pepa                           | PP           | 15.393 votos   | 0,92%       |
| Dayse Amarilio                 | PSB          | 11.012 votos   | 0,66%       |

## Debates
| Data  | Organizadores                         | Mediador          | Ibaneis (MDB) | Izalci (PSDB) | Grass (PV) | Leila (PDT) | Keka PSOL | Paulo Octávio (PSD) | Moreno (PTB)  | Parente (PSB) |
| ----- | ------------------------------------- | ----------------- | ------------- | ------------- | ---------- | ----------- | --------- | ------------------- | ------------- | ------------- |
| 07/08 | Band Brasília e BandNews FM Brasília  | Millena Machado   | Presente      | Presente      | Presente   | Presente    | Presente  | Presente            | Não Convidado | Presente      |
| 18/08 | Correio Braziliense e TV Brasília     | Gláucia Guimarães | Convidado     | Presente      | Presente   | Presente    | Presente  | Presente            | Não Convidado | Presente      |
| 23/08 | Metrópoles                            | Larissa Alvarenga | Presente      | Presente      | Presente   | Presente    | Presente  | Presente            | Não Convidado | Presente      |
| 17/09 | SBT Brasília e NovaBrasil FM Brasília | Felipe Malta      | Convidado     | Presente      | Presente   | Presente    | Presente  | Presente            | Presente      | Renunciou     |
| 27/09 | TV Globo Brasília                     | Antônio de Castro | Presente      | Presente      | Presente   | Presente    | Presente  | Presente            | Presente      | Renunciou     |

## Pesquisas de opinião

### Primeiro turno
O primeiro turno está marcado para acontecer em 2 de outubro de 2022.
| Institutos de opinião       | Datas de realização                                                                                               | Entrevistados | Ibaneis MDB | Octávio PSD | Leila PDT | Grass PV | Izalci PSDB | Moreno PTB | Keka PSOL | Salles DC | Outros | Abstenções/ Indecisos                                                                                             | Vantagem |
| Institutos de opinião       | Datas de realização                                                                                               | Entrevistados | | | | | | | | | Outros | Abstenções/ Indecisos                                                                                             | Vantagem |
| Real Time Big Data          | 27–28 de setembro de 2022                                                                                         | 1.000 | 44% | 8% | 7% | 17% | 7% | 1% | 2% | 0% | 1% | 13% | 27% |
| Ipec                        | 24–26 de setembro de 2022                                                                                         | 1.504 | 43% | 8% | 6% | 16% | 9% | 2% | 1% | 0% | 1% | 14% | 27% |
| Opinião/Correio Braziliense | 22–24 de setembro de 2022                                                                                         | 1.099 | 41,2% | 13,2% | 10,1% | 10,1% | 3,8% | 2% | 1,1% | 1,3% | 1,2% | 17,1% | 28% |
| Ipec                        | 18–20 de setembro de 2022                                                                                         | 1.504 | 40% | 8% | 9% | 13% | 5% | 2% | 2% | 1% | [ c ] | 20% | 27% |
| Metrópoles/Ideia            | 14–19 de setembro de 2022                                                                                         | 1.200 | 44,1% | 8,5% | 10% | 6% | 5,5% | 0% | 0,8% | 0,2% | 1,6% | 23,3% | 34,1% |
| Real Time Big Data          | 9–10 de setembro de 2022                                                                                          | 1.000 | 47% | 8% | 9% | 10% | 5% | 1% | 1% | 0% | 1% | 18% | 37% |
| Ipec                        | 3–5 de setembro de 2022                                                                                           | 1.200 | 46% | 9% | 9% | 8% | 5% | 1% | 1% | 0% | 1% | 20% | 37% |
| Opinião/Correio Braziliense | 1–3 de setembro de 2022                                                                                           | 1.105 | 42,8% | 10,7% | 10,9% | 5,5% | 4,7% | 1,1% | 1,2% | 0,7% | 1,6% | 20,9% | 31,9% |
| Ipec                        | 27–29 de agosto de 2022                                                                                           | 1.200 | 41% | 9% | 9% | 7% | 5% | 1% | 1% | 0% | 3% | 24% | 32% |
| 25 de agosto de 2022        | Rafael Parente desistiu de candidatura ao Governo do DF e declarou apoio à Leandro Grass.                         | Rafael Parente desistiu de candidatura ao Governo do DF e declarou apoio à Leandro Grass.                         | Rafael Parente desistiu de candidatura ao Governo do DF e declarou apoio à Leandro Grass.                         | Rafael Parente desistiu de candidatura ao Governo do DF e declarou apoio à Leandro Grass.                         | Rafael Parente desistiu de candidatura ao Governo do DF e declarou apoio à Leandro Grass.                         | Rafael Parente desistiu de candidatura ao Governo do DF e declarou apoio à Leandro Grass.                         | Rafael Parente desistiu de candidatura ao Governo do DF e declarou apoio à Leandro Grass.                         | Rafael Parente desistiu de candidatura ao Governo do DF e declarou apoio à Leandro Grass.                         | Rafael Parente desistiu de candidatura ao Governo do DF e declarou apoio à Leandro Grass.                         | Rafael Parente desistiu de candidatura ao Governo do DF e declarou apoio à Leandro Grass.                         | Rafael Parente desistiu de candidatura ao Governo do DF e declarou apoio à Leandro Grass.                         | Rafael Parente desistiu de candidatura ao Governo do DF e declarou apoio à Leandro Grass.                         | Rafael Parente desistiu de candidatura ao Governo do DF e declarou apoio à Leandro Grass.                         |
| Institutos de opinião       | Datas de realização                                                                                               | Entrevistados | Ibaneis MDB | Octávio PSD | Rafael PSB | Grass PV | Izalci PSDB | Leila PDT | Keka PSOL | Salles DC | Outros | Abstenções/ Indecisos                                                                                             | Vantagem |
| Institutos de opinião       | Datas de realização                                                                                               | Entrevistados | | | | | | | | | Outros | Abstenções/ Indecisos                                                                                             | Vantagem |
| Opinião/Correio Braziliense | 18–20 de agosto de 2022                                                                                           | 1.111 | 38,6% | 11,2% | 2,3% | 5,6% | 5,2% | 8,1% | 2% | 1,2% | 3,3% | 23,7% | 27,4% |
| Metrópoles/Ideia            | 13–18 de agosto de 2022                                                                                           | 1.200 | 39,9% | 7,2% | 4,5% | 4% | 6,2% | 9% | 1,5% | 0,5% | 0,3% | 26,9% | 30,9% |
| Paraná Pesquisas            | 13–17 de agosto de 2022                                                                                           | 1.540 | 38,7% | 10,9% | 2,5% | 3,4% | 5,4% | 9,8% | 1,8% | 1,1% | 2,7% | 23,6% | 27,8% |
| Ipec                        | 9–15 de agosto de 2022                                                                                            | 1.200 | 38% | 9% | 3% | 4% | 5% | 8% | 2% | 1% | — | 29% | 27% |
| 9 de agosto de 2022         | José Reguffe teve a candidatura retirada pelo partido e o partido decidiu apoiar a reeleição de Ibaneis.          | José Reguffe teve a candidatura retirada pelo partido e o partido decidiu apoiar a reeleição de Ibaneis.          | José Reguffe teve a candidatura retirada pelo partido e o partido decidiu apoiar a reeleição de Ibaneis.          | José Reguffe teve a candidatura retirada pelo partido e o partido decidiu apoiar a reeleição de Ibaneis.          | José Reguffe teve a candidatura retirada pelo partido e o partido decidiu apoiar a reeleição de Ibaneis.          | José Reguffe teve a candidatura retirada pelo partido e o partido decidiu apoiar a reeleição de Ibaneis.          | José Reguffe teve a candidatura retirada pelo partido e o partido decidiu apoiar a reeleição de Ibaneis.          | José Reguffe teve a candidatura retirada pelo partido e o partido decidiu apoiar a reeleição de Ibaneis.          | José Reguffe teve a candidatura retirada pelo partido e o partido decidiu apoiar a reeleição de Ibaneis.          | José Reguffe teve a candidatura retirada pelo partido e o partido decidiu apoiar a reeleição de Ibaneis.          | José Reguffe teve a candidatura retirada pelo partido e o partido decidiu apoiar a reeleição de Ibaneis.          | José Reguffe teve a candidatura retirada pelo partido e o partido decidiu apoiar a reeleição de Ibaneis.          | José Reguffe teve a candidatura retirada pelo partido e o partido decidiu apoiar a reeleição de Ibaneis.          |
| Institutos de opinião       | Datas de realização                                                                                               | Entrevistados | Ibaneis MDB | Reguffe UNIÃO | Rafael PSB | Grass PV | Izalci PSDB | Leila PDT | Keka PSOL | Salles DC | Outros | Abstenções/ Indecisos                                                                                             | Vantagem |
| Institutos de opinião       | Datas de realização                                                                                               | Entrevistados | | | | | | | | | Outros | Abstenções/ Indecisos                                                                                             | Vantagem |
| Real Time Big Data          | 22–23 de julho de 2022                                                                                            | 1.500 | 35% | 21% | 2% | 8% | 3% | 5% | 1% | – | 1% | 24% | 14% |
| Real Time Big Data          | 22–23 de julho de 2022                                                                                            | 1.500 | 36% | 22% | – | 9% | – | 6% | 1% | – | — | 26% | 14% |
| 19 de julho de 2022         | José Roberto Arruda desiste de concorrer ao governo do Distrito Federal e declara apoio a Ibaneis.                | José Roberto Arruda desiste de concorrer ao governo do Distrito Federal e declara apoio a Ibaneis.                | José Roberto Arruda desiste de concorrer ao governo do Distrito Federal e declara apoio a Ibaneis.                | José Roberto Arruda desiste de concorrer ao governo do Distrito Federal e declara apoio a Ibaneis.                | José Roberto Arruda desiste de concorrer ao governo do Distrito Federal e declara apoio a Ibaneis.                | José Roberto Arruda desiste de concorrer ao governo do Distrito Federal e declara apoio a Ibaneis.                | José Roberto Arruda desiste de concorrer ao governo do Distrito Federal e declara apoio a Ibaneis.                | José Roberto Arruda desiste de concorrer ao governo do Distrito Federal e declara apoio a Ibaneis.                | José Roberto Arruda desiste de concorrer ao governo do Distrito Federal e declara apoio a Ibaneis.                | José Roberto Arruda desiste de concorrer ao governo do Distrito Federal e declara apoio a Ibaneis.                | José Roberto Arruda desiste de concorrer ao governo do Distrito Federal e declara apoio a Ibaneis.                | José Roberto Arruda desiste de concorrer ao governo do Distrito Federal e declara apoio a Ibaneis.                | José Roberto Arruda desiste de concorrer ao governo do Distrito Federal e declara apoio a Ibaneis.                |
| Institutos de opinião       | Datas de realização                                                                                               | Entrevistados | Ibaneis MDB | Reguffe UNIÃO | Roberto Arruda PL                                                                                                 | Leila PDT | Rafael PSB | Izalci PSDB | Grass PV | Rosilene PT | Outros | Abstenções/ Indecisos                                                                                             | Vantagem |
| Institutos de opinião       | Datas de realização                                                                                               | Entrevistados | | | | | | | | | Outros | Abstenções/ Indecisos                                                                                             | Vantagem |
| Metrópoles/Ideia            | 13–17 de julho de 2022                                                                                            | 1.200 | 29,1% | 12,6% | 22,2% | 6,8% | 4,6% | 5% | 3% | – | 1,9% | 14,8% | 6,9% |
| Quaest                      | 11–14 de julho de 2022                                                                                            | 1.500 | 28% | 11% | 25% | 9% | 2% | 5% | 4% | – | 1% | 15% | 3% |
| Instituto Iveritas          | 28 de junho–1 de julho de 2022                                                                                    | 1.536 | 41% | 9,5% | 20,6% | 8% | 0,9% | – | 2% | – | 2% | 16,1% | 20,4% |
| Instituto Iveritas          | 28 de junho–1 de julho de 2022                                                                                    | 1.536 | 41,7% | – | 21,4% | 9,1% | 1,2% | – | 2,3% | – | 6,5% | 17,8% | 20,3% |
| Metrópoles/Ideia            | 16–21 de junho de 2022                                                                                            | 1.200 | 34,5% | 14,8% | – | 7% | 5,8% | 4,5% | 3,5% | – | 2,6% | 27,4% | 19,7% |
| Paraná Pesquisas            | 6–10 de junho de 2022                                                                                             | 1.540 | 40% | – | – | 11,6% | 2,3% | – | 3,4% | – | 22,8% | 19,9% | 17,2% |
| Paraná Pesquisas            | 6–10 de junho de 2022                                                                                             | 1.540 | 41,1% | 16% | – | 12,5% | 2,5% | – | 3,7% | – | 0,7% | 23,5% | 25,1% |
| Paraná Pesquisas            | 6–10 de junho de 2022                                                                                             | 1.540 | 48,5% | – | – | – | – | – | – | – | 33,4% | 18% | 15,1% |
| Paraná Pesquisas            | 6–10 de junho de 2022                                                                                             | 1.540 | 49,4% | 26,7% | – | – | – | – | – | – | — | 23,9% | 22,7% |
| Real Time Big Data          | 6–7 de junho de 2022                                                                                              | 1.500 | 28% | 16% | 17% | 5% | 1% | – | 4% | – | 1% | 28% | 11% |
| Real Time Big Data          | 6–7 de junho de 2022                                                                                              | 1.500 | 28% | 17% | 18% | 5% | 1% | – | – | 2% | 1% | 28% | 10% |
| Real Time Big Data          | 6–7 de junho de 2022                                                                                              | 1.500 | 31% | – | 20% | 6% | 2% | – | 4% | – | 3% | 34% | 11% |
| Real Time Big Data          | 6–7 de junho de 2022                                                                                              | 1.500 | 31% | – | 21% | 7% | 1% | – | – | 2% | 3% | 35% | 10% |
| Real Time Big Data          | 6–7 de junho de 2022                                                                                              | 1.500 | 31% | – | 19% | 6% | 2% | 3% | 4% | – | 1% | 34% | 12% |
| Real Time Big Data          | 6–7 de junho de 2022                                                                                              | 1.500 | 37% | – | – | 9% | 2% | – | 6% | – | 5% | 41% | 28% |
| Metrópoles/Ideia            | 11–16 de maio de 2022                                                                                             | 1.200 | 30% | 10,6% | – | 6% | 6% | 5,4% | 2,9% | 1,1% | 11,5% | 26,7% | 19,4% |
| 23–30 de março de 2022      | José Reguffe sai do Podemos e se filia ao União Brasil. Leila Barros se filia ao Partido Democrático Trabalhista. | José Reguffe sai do Podemos e se filia ao União Brasil. Leila Barros se filia ao Partido Democrático Trabalhista. | José Reguffe sai do Podemos e se filia ao União Brasil. Leila Barros se filia ao Partido Democrático Trabalhista. | José Reguffe sai do Podemos e se filia ao União Brasil. Leila Barros se filia ao Partido Democrático Trabalhista. | José Reguffe sai do Podemos e se filia ao União Brasil. Leila Barros se filia ao Partido Democrático Trabalhista. | José Reguffe sai do Podemos e se filia ao União Brasil. Leila Barros se filia ao Partido Democrático Trabalhista. | José Reguffe sai do Podemos e se filia ao União Brasil. Leila Barros se filia ao Partido Democrático Trabalhista. | José Reguffe sai do Podemos e se filia ao União Brasil. Leila Barros se filia ao Partido Democrático Trabalhista. | José Reguffe sai do Podemos e se filia ao União Brasil. Leila Barros se filia ao Partido Democrático Trabalhista. | José Reguffe sai do Podemos e se filia ao União Brasil. Leila Barros se filia ao Partido Democrático Trabalhista. | José Reguffe sai do Podemos e se filia ao União Brasil. Leila Barros se filia ao Partido Democrático Trabalhista. | José Reguffe sai do Podemos e se filia ao União Brasil. Leila Barros se filia ao Partido Democrático Trabalhista. | José Reguffe sai do Podemos e se filia ao União Brasil. Leila Barros se filia ao Partido Democrático Trabalhista. |
| Institutos de opinião       | Datas de realização                                                                                               | Entrevistados | Ibaneis MDB | Reguffe PODE | Flávia PL | Leila Sem partido                                                                                                 | Octávio PSD | Izalci PSDB | Grass PV | Rosilene PT | Outros | Abstenções/ Indecisos                                                                                             | Vantagem |
| Institutos de opinião       | Datas de realização                                                                                               | Entrevistados | | | | | | | | | Outros | Abstenções/ Indecisos                                                                                             | Vantagem |
| Real Time Big Data          | 18–19 de março de 2022                                                                                            | 1.500 | 27% | 15% | 15% | 3% | – | 5% | 2% | 1% | — | 32% | 12% |
| Real Time Big Data          | 18–19 de março de 2022                                                                                            | 1.500 | 33% | 18% | – | 4% | – | 6% | 2% | 1% | — | 36% | 15% |
| Real Time Big Data          | 18–19 de março de 2022                                                                                            | 1.500 | 35% | – | 17% | 5% | – | 7% | 2% | 1% | — | 33% | 18% |
| Real Time Big Data          | 18–19 de março de 2022                                                                                            | 1.500 | 24% | 15% | 12% | – | 9% | 5% | – | – | — | 35% | 9% |
| Real Time Big Data          | 18–19 de março de 2022                                                                                            | 1.500 | 28% | 20% | 16% | – | – | – | – | – | — | 36% | 8% |

### Segundo turno
O segundo turno (caso este seja necessário) está marcado para acontecer em 30 de outubro de 2022.
Ibaneis x Octávio
| Institutos de opinião       | Datas de realização     | Entrevistados | Ibaneis MDB | Octávio PSD | Abstenções/ Indecisos | Vantagem |
| Institutos de opinião       | Datas de realização     | Entrevistados |             |             | Abstenções/ Indecisos | Vantagem |
| Opinião/Correio Braziliense | 1–3 de setembro de 2022 | 1.105         | 51,4%       | 31%         | 17,6%                 | 20,4%    |
| Opinião/Correio Braziliense | 18–20 de agosto de 2022 | 1.111         | 48,3%       | 30,9%       | 20,8%                 | 17,4%    |

Ibaneis x Leila
| Institutos de opinião       | Datas de realização     | Entrevistados | Ibaneis MDB | Leila PDT | Abstenções/ Indecisos | Vantagem |
| Institutos de opinião       | Datas de realização     | Entrevistados |             |           | Abstenções/ Indecisos | Vantagem |
| Opinião/Correio Braziliense | 1–3 de setembro de 2022 | 1.105         | 53,5%       | 30,9%     | 15,6%                 | 22,6%    |
| Opinião/Correio Braziliense | 18–20 de agosto de 2022 | 1.111         | 48,1%       | 35,9%     | 16%                   | 12,2%    |
| Quaest                      | 11–14 de julho de 2022  | 1.500         | 46%         | 33%       | 21%                   | 13%      |
| Real Time Big Data          | 6–7 de junho de 2022    | 1.500         | 43%         | 16%       | 41%                   | 27%      |

Ibaneis x Grass
| Institutos de opinião       | Datas de realização       | Entrevistados | Ibaneis MDB | Grass PV | Abstenções/ Indecisos | Vantagem |
| Institutos de opinião       | Datas de realização       | Entrevistados |             |          | Abstenções/ Indecisos | Vantagem |
| Ipec                        | 24–26 de setembro de 2022 | 1.504         | 54%         | 29%      | 17%                   | 25%      |
| Opinião/Correio Braziliense | 1–3 de setembro de 2022   | 1.105         | 63,4%       | 19,1%    | 17,5%                 | 44,3%    |
| Opinião/Correio Braziliense | 18–20 de agosto de 2022   | 1.111         | 56,1%       | 23,3%    | 20,5%                 | 32,8%    |
| Quaest                      | 11–14 de julho de 2022    | 1.500         | 51%         | 21%      | 28%                   | 30%      |
| Real Time Big Data          | 6–7 de junho de 2022      | 1.500         | 44%         | 11%      | 45%                   | 33%      |

Ibaneis x Izalci
| Institutos de opinião       | Datas de realização     | Entrevistados | Ibaneis MDB | Izalci PSDB | Abstenções/ Indecisos | Vantagem |
| Institutos de opinião       | Datas de realização     | Entrevistados |             |             | Abstenções/ Indecisos | Vantagem |
| Opinião/Correio Braziliense | 1–3 de setembro de 2022 | 1.105         | 59,7%       | 21,5%       | 19,8%                 | 38,2%    |
| Opinião/Correio Braziliense | 18–20 de agosto de 2022 | 1.111         | 51,4%       | 28,7%       | 19,9%                 | 22,7%    |
| Real Time Big Data          | 6–7 de junho de 2022    | 1.500         | 44%         | 13%         | 43%                   | 31%      |

### Demais hipóteses com Ibaneis
| Institutos de opinião | Datas de realização    | Entrevistados | Ibaneis MDB | Roberto Arruda PL | Abstenções/ Indecisos | Vantagem |
| Institutos de opinião | Datas de realização    | Entrevistados |             |                   | Abstenções/ Indecisos | Vantagem |
| Quaest                | 11–14 de julho de 2022 | 1.500         | 41%         | 38%               | 22%                   | 3%       |
| Real Time Big Data    | 6–7 de junho de 2022   | 1.500         | 40%         | 31%               | 29%                   | 9%       |

| Institutos de opinião | Datas de realização  | Entrevistados | Ibaneis MDB | Paula Cidadania | Abstenções/ Indecisos | Vantagem |
| Institutos de opinião | Datas de realização  | Entrevistados |             |                 | Abstenções/ Indecisos | Vantagem |
| Real Time Big Data    | 6–7 de junho de 2022 | 1.500         | 44%         | 12%             | 44%                   | 32%      |

| Institutos de opinião       | Datas de realização     | Entrevistados | Ibaneis MDB | Rafael PSB | Abstenções/ Indecisos | Vantagem |
| Institutos de opinião       | Datas de realização     | Entrevistados |             |            | Abstenções/ Indecisos | Vantagem |
| Opinião/Correio Braziliense | 18–20 de agosto de 2022 | 1.111         | 55,5%       | 22,3%      | 22,2%                 | 33,2%    |

| Institutos de opinião | Datas de realização    | Entrevistados | Ibaneis MDB | Reguffe UNIÃO | Abstenções/ Indecisos | Vantagem |
| Institutos de opinião | Datas de realização    | Entrevistados |             |               | Abstenções/ Indecisos | Vantagem |
| Quaest                | 11–14 de julho de 2022 | 1.500         | 48%         | 30%           | 23%                   | 18%      |
| Real Time Big Data    | 6–7 de junho de 2022   | 1.500         | 37%         | 27%           | 28%                   | 10%      |

### Hipóteses com José Roberto Arruda
| Institutos de opinião | Datas de realização    | Entrevistados | Roberto Arruda PL | Grass PV | Abstenções/ Indecisos | Vantagem |
| Institutos de opinião | Datas de realização    | Entrevistados |                   |          | Abstenções/ Indecisos | Vantagem |
| Quaest                | 11–14 de julho de 2022 | 1.500         | 52%               | 18%      | 30%                   | 34%      |

| Institutos de opinião | Datas de realização    | Entrevistados | Roberto Arruda PL | Leila PDT | Abstenções/ Indecisos | Vantagem |
| Institutos de opinião | Datas de realização    | Entrevistados |                   |           | Abstenções/ Indecisos | Vantagem |
| Quaest                | 11–14 de julho de 2022 | 1.500         | 38%               | 31%       | 23%                   | 7%       |

| Institutos de opinião | Datas de realização    | Entrevistados | Roberto Arruda PL | Reguffe UNIÃO | Abstenções/ Indecisos | Vantagem |
| Institutos de opinião | Datas de realização    | Entrevistados |                   |               | Abstenções/ Indecisos | Vantagem |
| Quaest                | 11–14 de julho de 2022 | 1.500         | 49%               | 29%           | 22%                   | 20%      |

### Senador
| Institutos de opinião                   | Datas de realização | Entrevistados | Damares Republicanos | Flávia PL | Pedro REDE | Rosilene PT | Hélio Solidariedade | Valle PDT | Carlos PSD | Souza DC | Outros | Abstenções/ Indecisos | Vantagem |
| Institutos de opinião                   | Datas de realização | Entrevistados | | | | | | | | | Outros | Abstenções/ Indecisos | Vantagem |
| Real Time Big Data                      | 27–28 de setembro de 2022 | 1.000 | 29% | 28% | 1% | 14% | 1% | 4% | 1% | 1% | [ y ] | 21% | 1% |
| Ipec                                    | 24–26 de setembro de 2022 | 1.504 | 28% | 28% | 1% | 12% | 1% | 2% | 1% | 1% | 4% | 22% | Empate |
| Opinião/Correio Braziliense             | 22–24 de setembro de 2022 | 1.099 | 25,6% | 31,6% | 1,4% | 7,5% | – | 2,7% | 0,4% | 0,9% | 1,9% | 27,9% | 6% |
| Ipec                                    | 18–20 de setembro de 2022 | 1.504 | 21% | 28% | 1% | 13% | 1% | 4% | 1% | 1% | 2% | 28% | 7% |
| Metrópoles/Ideia                        | 14–19 de setembro de 2022 | 1.200 | 18% | 30% | 1,3% | 9,4% | 0,2% | 2,1% | 0,1% | 0,3% | 1,7% | 37% | 12% |
| Real Time Big Data                      | 9–10 de setembro de 2022 | 1.000 | 22% | 28% | 1% | 13% | 1% | 3% | 1% | 1% | [ ad ] | 30% | 6% |
| Ipec                                    | 3–5 de setembro de 2022 | 1.200 | 19% | 31% | 1% | 9% | 1% | 3% | 1% | 2% | 2% | 33% | 12% |
| Opinião/Correio Braziliense             | 1–3 de setembro de 2022 | 1.105 | 15,4% | 35,4% | 2,4% | 7,1% | – | 2,7% | 0,7% | 1,6% | 2,7% | 31,6% | 20% |
| Ipec                                    | 27–29 de agosto de 2022 | 1.200 | 16% | 31% | 1% | 5% | 1% | 3% | 2% | 3% | 3% | 38% | 15% |
| 21 de agosto de 2022                    | A chapa de Izalci Lucas (PSDB) retirou o nome de Alexandre Bispo (PSDB) e indicou o nome de Hélio José (Solidariedade) para disputar o Senado.                                                                                                | A chapa de Izalci Lucas (PSDB) retirou o nome de Alexandre Bispo (PSDB) e indicou o nome de Hélio José (Solidariedade) para disputar o Senado.                                                                                                | A chapa de Izalci Lucas (PSDB) retirou o nome de Alexandre Bispo (PSDB) e indicou o nome de Hélio José (Solidariedade) para disputar o Senado.                                                                                                | A chapa de Izalci Lucas (PSDB) retirou o nome de Alexandre Bispo (PSDB) e indicou o nome de Hélio José (Solidariedade) para disputar o Senado.                                                                                                | A chapa de Izalci Lucas (PSDB) retirou o nome de Alexandre Bispo (PSDB) e indicou o nome de Hélio José (Solidariedade) para disputar o Senado.                                                                                                | A chapa de Izalci Lucas (PSDB) retirou o nome de Alexandre Bispo (PSDB) e indicou o nome de Hélio José (Solidariedade) para disputar o Senado.                                                                                                | A chapa de Izalci Lucas (PSDB) retirou o nome de Alexandre Bispo (PSDB) e indicou o nome de Hélio José (Solidariedade) para disputar o Senado.                                                                                                | A chapa de Izalci Lucas (PSDB) retirou o nome de Alexandre Bispo (PSDB) e indicou o nome de Hélio José (Solidariedade) para disputar o Senado.                                                                                                | A chapa de Izalci Lucas (PSDB) retirou o nome de Alexandre Bispo (PSDB) e indicou o nome de Hélio José (Solidariedade) para disputar o Senado.                                                                                                | A chapa de Izalci Lucas (PSDB) retirou o nome de Alexandre Bispo (PSDB) e indicou o nome de Hélio José (Solidariedade) para disputar o Senado.                                                                                                | A chapa de Izalci Lucas (PSDB) retirou o nome de Alexandre Bispo (PSDB) e indicou o nome de Hélio José (Solidariedade) para disputar o Senado.                                                                                                | A chapa de Izalci Lucas (PSDB) retirou o nome de Alexandre Bispo (PSDB) e indicou o nome de Hélio José (Solidariedade) para disputar o Senado.                                                                                                | A chapa de Izalci Lucas (PSDB) retirou o nome de Alexandre Bispo (PSDB) e indicou o nome de Hélio José (Solidariedade) para disputar o Senado.                                                                                                |
| Institutos de opinião                   | Datas de realização | Entrevistados | Damares Republicanos | Flávia PL | Pedro REDE | Rosilene PT | Bispo PSDB | Mendonça PCO | Carlos PSD | Elcimara PSTU | Outros | Abstenções/ Indecisos | Vantagem |
| Institutos de opinião                   | Datas de realização | Entrevistados | | | | | | | | | Outros | Abstenções/ Indecisos | Vantagem |
| Opinião/Correio Braziliense             | 18–20 de agosto de 2022 | 1.111 | 10,9% | 32% | 3,3% | 5% | 1,5% | 0,6% | 1,4% | – | 7,2% | – | 21,1% |
| Metrópoles/Ideia                        | 13–18 de agosto de 2022 | 1.200 | 16% | 29,9% | 1,2% | 5,8% | – | – | 0,7% | 1,7% | – | 44,9% | 13,9% |
| Paraná Pesquisas                        | 13–17 de agosto de 2022 | 1.540 | 17,3% | 36,1% | 1,5% | 4,8% | 1,2% | 1,1% | 2,3% | 1,4% | 2,9% | 31,4% | 18,8% |
| Ipec                                    | 9–15 de agosto de 2022 | 1.200 | 15% | 36% | 2% | 5% | – | 1% | 1% | 1% | – | 17% | 21% |
| 5 de agosto de 2022                     | O Republicanos volta atrás em sua decisão inicial e decide lançar a candidatura de Damares Alves ao Senado Federal de forma avulsa. Fernando Marques (PP) acabou perdendo a vaga da chapa do Ibaneis para o Senado para a Flávia Arruda (PL). | O Republicanos volta atrás em sua decisão inicial e decide lançar a candidatura de Damares Alves ao Senado Federal de forma avulsa. Fernando Marques (PP) acabou perdendo a vaga da chapa do Ibaneis para o Senado para a Flávia Arruda (PL). | O Republicanos volta atrás em sua decisão inicial e decide lançar a candidatura de Damares Alves ao Senado Federal de forma avulsa. Fernando Marques (PP) acabou perdendo a vaga da chapa do Ibaneis para o Senado para a Flávia Arruda (PL). | O Republicanos volta atrás em sua decisão inicial e decide lançar a candidatura de Damares Alves ao Senado Federal de forma avulsa. Fernando Marques (PP) acabou perdendo a vaga da chapa do Ibaneis para o Senado para a Flávia Arruda (PL). | O Republicanos volta atrás em sua decisão inicial e decide lançar a candidatura de Damares Alves ao Senado Federal de forma avulsa. Fernando Marques (PP) acabou perdendo a vaga da chapa do Ibaneis para o Senado para a Flávia Arruda (PL). | O Republicanos volta atrás em sua decisão inicial e decide lançar a candidatura de Damares Alves ao Senado Federal de forma avulsa. Fernando Marques (PP) acabou perdendo a vaga da chapa do Ibaneis para o Senado para a Flávia Arruda (PL). | O Republicanos volta atrás em sua decisão inicial e decide lançar a candidatura de Damares Alves ao Senado Federal de forma avulsa. Fernando Marques (PP) acabou perdendo a vaga da chapa do Ibaneis para o Senado para a Flávia Arruda (PL). | O Republicanos volta atrás em sua decisão inicial e decide lançar a candidatura de Damares Alves ao Senado Federal de forma avulsa. Fernando Marques (PP) acabou perdendo a vaga da chapa do Ibaneis para o Senado para a Flávia Arruda (PL). | O Republicanos volta atrás em sua decisão inicial e decide lançar a candidatura de Damares Alves ao Senado Federal de forma avulsa. Fernando Marques (PP) acabou perdendo a vaga da chapa do Ibaneis para o Senado para a Flávia Arruda (PL). | O Republicanos volta atrás em sua decisão inicial e decide lançar a candidatura de Damares Alves ao Senado Federal de forma avulsa. Fernando Marques (PP) acabou perdendo a vaga da chapa do Ibaneis para o Senado para a Flávia Arruda (PL). | O Republicanos volta atrás em sua decisão inicial e decide lançar a candidatura de Damares Alves ao Senado Federal de forma avulsa. Fernando Marques (PP) acabou perdendo a vaga da chapa do Ibaneis para o Senado para a Flávia Arruda (PL). | O Republicanos volta atrás em sua decisão inicial e decide lançar a candidatura de Damares Alves ao Senado Federal de forma avulsa. Fernando Marques (PP) acabou perdendo a vaga da chapa do Ibaneis para o Senado para a Flávia Arruda (PL). | O Republicanos volta atrás em sua decisão inicial e decide lançar a candidatura de Damares Alves ao Senado Federal de forma avulsa. Fernando Marques (PP) acabou perdendo a vaga da chapa do Ibaneis para o Senado para a Flávia Arruda (PL). |
| Institutos de opinião                   | Datas de realização | Entrevistados | Paulo PSD | Flávia PL | Pedro REDE | Rosilene PT | Paula Cidadania | Roque NOVO | Marques PP | Elcimara PSTU | Outros | Abstenções/ Indecisos | Vantagem |
| Institutos de opinião                   | Datas de realização | Entrevistados | | | | | | | | | Outros | Abstenções/ Indecisos | Vantagem |
| Real Time Big Data                      | 22–23 de julho de 2022 | 1.500 | – | 29% | – | 13% | 7% | 4% | 1% | 0% | – | 46% | 16% |
| 19 de julho de 2022                     | Damares Alves desiste de concorrer ao Senado Federal. | Damares Alves desiste de concorrer ao Senado Federal. | Damares Alves desiste de concorrer ao Senado Federal. | Damares Alves desiste de concorrer ao Senado Federal. | Damares Alves desiste de concorrer ao Senado Federal. | Damares Alves desiste de concorrer ao Senado Federal. | Damares Alves desiste de concorrer ao Senado Federal. | Damares Alves desiste de concorrer ao Senado Federal. | Damares Alves desiste de concorrer ao Senado Federal. | Damares Alves desiste de concorrer ao Senado Federal. | Damares Alves desiste de concorrer ao Senado Federal. | Damares Alves desiste de concorrer ao Senado Federal. | Damares Alves desiste de concorrer ao Senado Federal. |
| Institutos de opinião                   | Datas de realização | Entrevistados | Flávia PL | Reguffe UNIÃO | Damares Republicanos | Paulo PSD | Rosilene PT | Paula Cidadania | Roque NOVO | Ana PCdoB | Outros | Abstenções/ Indecisos | Vantagem |
| Institutos de opinião                   | Datas de realização | Entrevistados | | | | | | | | | Outros | Abstenções/ Indecisos | Vantagem |
| Metrópoles/Ideia                        | 13–17 de julho de 2022 | 1.200 | 23,2% | – | 14% | 11% | 2,2% | – | 2,3% | – | 0,1% | 47,3% | 9,2% |
| Quaest                                  | 11–14 de julho de 2022 | 1.500 | 36% | 9% | 9% | – | 4% | 8% | 1% | 2% | 1% | 29% | 27% |
| Metrópoles/Ideia                        | 16–21 de junho de 2022 | 1.200 | 19% | 16,4% | 14% | – | 2,6% | 3,8% | 2,3% | 1% | 0,3% | 40,2% | 2,6% |
| Opinião Política                        | 9–11 de junho de 2022 | 1.159 | 36,9% | – | 10,1% | – | 6,3% | 6,1% | 3,1% | – | 5,8% | 31,9% | 26,8% |
| Opinião Política                        | 9–11 de junho de 2022 | 1.159 | 31,3% | 11,9% | 9,6% | 9,6% | 6,7% | – | 2,4% | – | 3,8% | 24,5% | 19,4% |
| Opinião Política                        | 9–11 de junho de 2022 | 1.159 | 34% | 12,1% | – | 9,3% | 7% | 4,6% | 2,4% | – | 4,1% | 26,6% | 21,9% |
| Paraná Pesquisas                        | 6–10 de junho de 2022 | 1.540 | 35,6% | – | 21,4% | – | 3,3% | 6,2% | 2,2% | – | – | 31,4% | 14,2% |
| Paraná Pesquisas                        | 6–10 de junho de 2022 | 1.540 | – | 21,4% | 21,4% | 11,4% | 3,2% | 5,9% | 2,3% | – | – | 34,5% | Empate |
| Real Time Big Data                      | 6–7 de junho de 2022 | 1.500 | 16% | 17% | 16% | 7% | – | – | 2% | – | 16% | 26% | 1% |
| Real Time Big Data                      | 6–7 de junho de 2022 | 1.500 | 16% | 20% | 16% | 8% | – | – | – | – | 8% | 32% | 4% |
| Real Time Big Data                      | 6–7 de junho de 2022 | 1.500 | 17% | – | 17% | 8% | – | 3% | 2% | – | 16% | 37% | Empate |
| Real Time Big Data                      | 6–7 de junho de 2022 | 1.500 | 17% | – | 17% | 9% | – | 4% | 2% | – | 10% | 41% | Empate |
| Metrópoles/Ideia                        | 11–16 de maio de 2022 | 1.200 | 14,6% | 13,9% | 11,4% | – | – | – | 2,8% | 0,6% | 13% | 43,7% | 0,7% |
| 23 de março de 2022 – 3 de maio de 2022 | José Reguffe sai do Podemos e se filia ao União Brasil. Erika Kokay desiste de concorrer ao Senado Federal. | José Reguffe sai do Podemos e se filia ao União Brasil. Erika Kokay desiste de concorrer ao Senado Federal. | José Reguffe sai do Podemos e se filia ao União Brasil. Erika Kokay desiste de concorrer ao Senado Federal. | José Reguffe sai do Podemos e se filia ao União Brasil. Erika Kokay desiste de concorrer ao Senado Federal. | José Reguffe sai do Podemos e se filia ao União Brasil. Erika Kokay desiste de concorrer ao Senado Federal. | José Reguffe sai do Podemos e se filia ao União Brasil. Erika Kokay desiste de concorrer ao Senado Federal. | José Reguffe sai do Podemos e se filia ao União Brasil. Erika Kokay desiste de concorrer ao Senado Federal. | José Reguffe sai do Podemos e se filia ao União Brasil. Erika Kokay desiste de concorrer ao Senado Federal. | José Reguffe sai do Podemos e se filia ao União Brasil. Erika Kokay desiste de concorrer ao Senado Federal. | José Reguffe sai do Podemos e se filia ao União Brasil. Erika Kokay desiste de concorrer ao Senado Federal. | José Reguffe sai do Podemos e se filia ao União Brasil. Erika Kokay desiste de concorrer ao Senado Federal. | José Reguffe sai do Podemos e se filia ao União Brasil. Erika Kokay desiste de concorrer ao Senado Federal. | José Reguffe sai do Podemos e se filia ao União Brasil. Erika Kokay desiste de concorrer ao Senado Federal. |
| Institutos de opinião                   | Datas de realização | Entrevistados | Flávia PL | Reguffe PODE | Chaves Sem partido | Paulo PSD | Kokay PT | Buarque Cidadania | Heloísa REDE | Rafael PSB | Outros | Abstenções/ Indecisos | Vantagem |
| Institutos de opinião                   | Datas de realização | Entrevistados | | | | | | | | | Outros | Abstenções/ Indecisos | Vantagem |
| Real Time Big Data                      | 18–19 de março de 2022 | 1.500 | 19% | 21% | 7% | 10% | – | 8% | 2% | – | – | 33% | 2% |
| Real Time Big Data                      | 18–19 de março de 2022 | 1.500 | – | – | 13% | 13% | – | 19% | – | 4% | – | 51% | 6% |
| Real Time Big Data                      | 18–19 de março de 2022 | 1.500 | 23% | – | – | 11% | – | 15% | – | 4% | – | 47% | 8% |
| Real Time Big Data                      | 18–19 de março de 2022 | 1.500 | – | 22% | 12% | 13% | – | | – | | – | 41% | 9% |